# Pentaschistis pallescens
Pentaschistis pallescens là một loài thực vật có hoa trong họ Hòa thảo. Loài này được (Schrad.) Stapf mô tả khoa học đầu tiên năm 1899.